# Lijst van Videoland Originals
Dit is een lijst van Videoland Originals die exclusief werden geproduceerd voor de Nederlandse streamingdienst Videoland. Aangekochte buitenlandse programma's staan niet in deze lijst.
De jaartallen geven aan wanneer het programma op Videoland geïntroduceerd werd. Een programma kan daarvoor en/of daarna ook op lineaire televisie bij een andere zender of omroep te zien zijn geweest. Enkele programma’s hieronder betreft een extra seizoen van een bestaand televisieprogramma.

## Programma's
Legenda
 Recente releases (huidige jaar) en komende programma's zijn gemarkeerd met een zwart blokje.

## A
|  | Programma                                    | Lancering | Presentatie/Medewerkers/Acteurs | Opmerkingen |
|  | -------------------------------------------- | --------- | ------------------------------- | ----------- |
|  | Al 25 Jaar Vrienden (Documentaire)           | 2023      |                                 | [ 1 ]       |
|  | Ali Bouali (Documentaire)                    | 2021      | Ali B                           |             |
|  | Alone                                        | 2024      |                                 |             |
|  | Altijd Al Loiza (Documentaire)               | 2021      | Loiza Lamers                    |             |
|  | Amira (Documentaire)                         | 2020      | Amira Tahri                     |             |
|  | André Hazes (Documentaire)                   | 2022      | Onder andere André Hazes        | [ 2 ]       |
|  | André Hazes: The Next Chapter (Documentaire) | 2023      | Onder andere André Hazes        | [ 3 ]       |
|  | Are You The One? De Perfecte Match           | 2021      | Kaj Gorgels                     | [ 4 ]       |

## B
|  | Programma                                             | Lancering       | Presentatie/Medewerkers/Acteurs                                                                               | Opmerkingen       |
|  | ----------------------------------------------------- | --------------- | --- | ----------------- |
|  | Baantjer: Het Begin (Serie)                           | 2019            | Onder andere Waldemar Torenstra, Tygo Gernandt, Fedja van Huêt, Jelka van Houten, Robert de Hoog en Loes Luca |                   |
|  | BASTA (Serie)                                         | 2025 (Verwacht) | | [ 5 ]             |
|  | Beatrix (Documentaire)                                | 2025            | |                   |
|  | Beau & Michiel in Amerika (Documentaire)              | 2023            | Beau van Erven Dorens en Michiel Vos                                                                          | [ 6 ]             |
|  | Beau Solo: Yukon                                      | 2024            | Beau van Erven Dorens                                                                                         |                   |
|  | Bellator MMA (Live sport)                             | 2023            | Mark Schaaf Analist: Melvin Manhoef Commentator: Sander Schrik                                                | [ 7 ] [ 8 ]       |
|  | Bennie (Serie)                                        | 2025            | Onder andere Hadewych Minis en Fedja van Huêt                                                                 |                   |
|  | Big Brother                                           | 2021            | | 24/7 livestreams  |
|  | Black Girl Magic (Film)                               | 2022            | | Videoland Academy |
|  | Boef in Concert (Live concert)                        | 2023            | Boef | [ 9 ]             |
|  | Bonnie & Clyde (Serie)                                | 2021            | Onder andere Dilan Yurdakul, Yannick Jozefzoon en Nazmiye Oral                                                | [ 10 ]            |
|  | Bont Girl (Documentaire)                              | 2020            | Famke Louise                                                                                                  | [ 11 ]            |
|  | Born To Be An Influencer (Documentaire)               | 2020            | |                   |
|  | Bosvechters: Utrecht Hooligans Forever (Documentaire) | 2021            | | [ 12 ]            |
|  | Boxing Influencers (Live sport)                       | 2024            | Monica Geuze en Kaj Gorgels                                                                                   |                   |
|  | Bureau Dupin (Documentaire)                           | 2023            | | [ 13 ]            |
|  | Burning Rubber                                        | 2022            | Ruud Gullit                                                                                                   |                   |

## C
|  | Programma                              | Lancering | Presentatie/Medewerkers/Acteurs                                                               | Opmerkingen |
|  | -------------------------------------- | --------- | --------------------------------------------------------------------------------------------- | ----------- |
|  | Caroline (Documentaire)                | 2024      | Onder andere Caroline van der Plas                                                            | [ 14 ]      |
|  | Celebrity Apprentice                   | 2022      | Michel Perridon Vaste gasten: Marie Reinders en Julie Reinders Voice-over: Domien Verschuuren | [ 15 ]      |
|  | Celebrity Matchmakers                  | 2021      | Onder andere Donnie, Edson da Graça en Soundos El Ahmadi                                      | [ 16 ]      |
|  | Chantal & Tina (Serie)                 | 2023      | Onder andere Chantal Janzen en Tina de Bruin                                                  | [ 17 ]      |
|  | Churandy: De Eindsprint (Documentaire) | 2021      | Churandy Martina                                                                              |             |
|  | Concert at Sea (Live concert)          | 2023      | BLØF                                                                                          | [ 18 ]      |
|  | Costa del Crime (Documentaire)         | 2021      | Mick van Wely                                                                                 | [ 19 ]      |
|  | Cryptokoorts (Documentaire)            | 2021      |                                                                                               |             |

## D
|  | Programma                                                         | Lancering | Presentatie/Medewerkers/Acteurs | Opmerkingen                    |
|  | ----------------------------------------------------------------- | --------- | --- | ------------------------------ |
|  | Daley Blind: Nooit Meer Stilstaan (Documentaire)                  | 2022      | Onder andere Daley Blind, Danny Blind, Louis van Gaal, Erik ten Hag, Frank de Boer en Christian Eriksen | [ 20 ]                         |
|  | Dave en Dien op Ibiza                                             | 2018      | Onder andere Dries, Donny en Dave Roelvink |                                |
|  | Dave en Donny op expeditie                                        | 2018      | Onder andere Donny en Dave Roelvink | [ 21 ]                         |
|  | Dave het huis uit                                                 | 2016      | Onder andere Dries, Donny en Dave Roelvink |                                |
|  | De 12 van Oldenheim (Serie)                                       | 2017      | Onder andere Noortje Herlaar, Nasrdin Dchar, Reinout Bussemaker, Fedja van Huêt en Olga Zuiderhoek | Later op RTL 4                 |
|  | De 12 van Schouwendam (Serie)                                     | 2019      | Onder andere Gijs Naber, Huub Stapel, Matthijs van de Sande Bakhuyzen, Eva Laurenssen, Fockeline Ouwerkerk en Maarten Heijmans | Later op RTL 4                 |
|  | De Bachelor                                                       | 2021      | Rick Brandsteder (2021, 2022) en Monica Geuze (2024) | Eerder op RTL 4, Yorin en Net5 |
|  | De Bachelorette                                                   | 2020      | Rick Brandsteder (2020) en Monica Geuze (2023) | [ 23 ]                         |
|  | De Beste Verleiders                                               | 2018      | Kaj Gorgels |                                |
|  | De Biecht van Joran (Documentaire)                                | 2023      | John van den Heuvel Met medewerking van Joran van der Sloot, Kees van der Spek, Michiel Vos, Carlo Schippers (gedragsdeskundige politie), Frank van de Goot (forensisch pathaloog) en Dennis Jacobs (oud-rechercheur) | [ 24 ] [ 25 ]                  |
|  | De Club van Sinterklaas: Geheimen van de Sint (Serie)             | 2022      | |                                |
|  | De Club van Sinterklaas en de Wensfabriek (Serie)                 | 2024      | |                                |
|  | De F*ckulteit (Serie)                                             | 2025      | Onder andere Julia Akkermans, Fedja van Huêt, Stephanie van Eer en Mingus Dagelet |                                |
|  | De Gijzeling In De Apple Store (Documentaire)                     | 2024      | | Co-productie met AT5           |
|  | De Godfather van Oss (Documentaire)                               | 2024      | | [ 26 ]                         |
|  | De Golden Bachelor                                                | 2025      | Chantal Janzen | [ 27 ] [ 28 ]                  |
|  | De Grote Bram Krikke show met Bram Krikke                         | 2021      | Bram Krikke |                                |
|  | De Jacht op de Jaguar (Documentaire)                              | 2023      | Humberto Tan | [ 9 ]                          |
|  | De Jacht op de Mocro Maffia (Documentaire)                        | 2020      | John van den Heuvel |                                |
|  | De Jeugdkliniek - Als Niets Meer Werkt (Documentaire)             | 2021      | Ewout Genemans | [ 29 ]                         |
|  | De Kelder van Krikke                                              | 2020      | Bram Krikke |                                |
|  | De Kleine Grote Sinterklaasfilm (Film)                            | 2022      | Onder andere Robert ten Brink, Chris Tates, Giovanni Caminita, Joshua Albano, Wes Mutsaars, Stef de Reuver en Okke Verberk |                                |
|  | De Kluis: Het Masterplan                                          | 2025      | Giel de Winter, Thomas van der Vlugt en Stefan Jurriens Spelleider: Daan Schuurmans |                                |
|  | De Koertjes Naar Curaçao                                          | 2021      | Onder andere Channah Koerten en Quentin Steenwinkel |                                |
|  | De Marine (Documentaire)                                          | 2023      | |                                |
|  | De Nederlandse Kampbewakers van Auschwitz (Documentaire)          | 2025      | |                                |
|  | De Nieuwe Garde (Documentaire)                                    | 2018      | Arturo Dalhuisen, Bobby Rust, Dennis Huwaë, Juliën van Loo, Robin van de Bunt, Roy Eijkelkamp, Marleen en Jeroen Brouwer |                                |
|  | De Sneeuwman: De Geheimen van een Kindermoordenaar (Documentaire) | 2022      | |                                |
|  | De Sterfshow (Film)                                               | 2021      | Onder andere Nasrdin Dchar, Isa Hoes, Abbey Hoes, Peter Pannekoek, Ronnie Flex en Victoria Koblenko | Videoland Academy              |
|  | De Verraders                                                      | 2021      | Art Rooijakkers |                                |
|  | De Verraders: Halloween Special                                   | 2022      | Frank Evenblij | [ 30 ] [ 31 ] [ 32 ]           |
|  | De Vrienden van Amstel LIVE! (Live concert)                       | 2023      | 2023: Anita Meyer, Anouk, Barry Hay, Chef'Special, Danny Vera, Dinand Woesthoff, Emma Heesters, Flemming, Frank Boeijen, Guus Meeuwis, Henk Westbroek, Kraantje Pappie, Krezip, Lucas & Steve, Maan, Manuëla Kemp, Miss Montreal, Nick & Simon, Paul de Munnik, Rolf Sanchez, Rondé, Ronnie Flex, Rowwen Hèze, S10, Sunnery James & Ryan Marciano, Thomas Acda, Typhoon en Xander de Buisonjé 2024: Acda en De Munnik, Bizzey, Claude, Clouseau, DI-RECT, Duncan Laurence, Flemming, Guus Meeuwis, Joshua Nolet, La Fuente, Marieke Elsinga (backstage reporter), MEAU, Roel van Velzen, Ronnie Flex, Rowwen Hèze, S10, Snelle, Son Mieux, Suzan & Freek, The Opposites en Zoë Tauran |                                |
|  | De Ware Jacob                                                     | 2022      | Jacob de Vries |                                |
|  | De Wereld van Eva                                                 | 2022      | Eva Jinek |                                |
|  | Diepe Gronden (Serie)                                             | 2022      | Onder andere Linda de Mol, Egbert-Jan Weeber, Chris Zegers en Susan Visser | Co-productie met Talpa Network |
|  | Dispuut (Serie)                                                   | 2025      | | [ 33 ]                         |
|  | Dit Is Nederland (Documentaire)                                   | 2019      | |                                |
|  | Dit Is Nederland: Allemaal Donor (Documentaire)                   | 2020      | |                                |
|  | Dit Is Nederland: Streetwear (Documentaire)                       | 2020      | |                                |
|  | Dokter Roman (Serie)                                              | 2021      | Kiefer Zwart |                                |
|  | Dormis (Film)                                                     | 2022      | Onder andere Jeroen Spitzenberger | Videoland Academy              |
|  | Drag Race Holland                                                 | 2020      | Fred van Leer |                                |
|  | Drag SOS                                                          | 2020      | | [ 34 ]                         |
|  | Drugs van de Duivel (Documentaire)                                | 2025      | John van den Heuvel | [ 35 ]                         |
|  | Dutch Darts Masters (Live sport)                                  | 2024      | Marcel Maijer | [ 26 ]                         |

## E
|  | Programma                                     | Lancering | Presentatie/Medewerkers/Acteurs | Opmerkingen                    |
|  | --------------------------------------------- | --------- | --- | ------------------------------ |
|  | #eerlijkefoto (Documentaire)                  | 2020      | Miljuschka Witzenhausen |                                |
|  | Echte Gooische Moederdag (Special)            | 2022      | Bo Wilkes, Leslie Keijzer en Pauline Wingelaar | [ 36 ]                         |
|  | Echte Gooische moeders                        | 2020      | Onder andere Bo Wilkes, Leslie Keijzer en Pauline Wingelaar | [ 37 ]                         |
|  | Echte Gooische moeders: La Dolce Vita         | 2022      | Onder andere Bo Wilkes, Leslie Keijzer en Pauline Wingelaar | [ 38 ]                         |
|  | Echte jongens op safari                       | 2025      | Geraldine Kemper | [ 39 ] [ 40 ]                  |
|  | Echte meisjes in de jungle                    | 2023      | Valerio Zeno | Eerder op RTL 5                |
|  | Eén grote familie (Serie)                     | 2023      | Onder andere Chantal Janzen, Lykele Muus, Jeroen van Koningsbrugge, Joy Delima en Selin Akkulak                                                                                                  | [ 43 ]                         |
|  | Een jaar van je leven                         | 2022      | | Co-productie met Talpa Network |
|  | Een Moord Kost Meer Levens (Serie)            | 2023      | Onder andere Chris Peters, Jacob Derwig, Monic Hendrickx, Melody Klaver, Martijn Fischer, Erik de Vogel, Terence Schreurs, Lisa Zweerman, Joshua Albano, Pamela Teves, Chris Tates en Poal Cairo | [ 44 ]                         |
|  | Eerste Hulp Bij Kerst (Film)                  | 2023      | | [ 45 ]                         |
|  | Eilandpraat                                   | 2022      | Luuk Ikink | Eerder op RTL 4                |
|  | Erik & De Verdeelde Staten (Documentaire)     | 2020      | Erik Mouthaan |                                |
|  | Europe by Train (Serie)                       | 2022      | | [ 46 ]                         |
|  | Ewout In De Verslavingskliniek (Documentaire) | 2024      | Ewout Genemans |                                |
|  | Expeditie Robinson: All Stars                 | 2022      | Art Rooijakkers, Geraldine Kemper | Later op RTL 4                 |
|  | Expeditie Robinson: NL vs BE                  | 2020      | Geraldine Kemper, Bartel Van Riet |                                |
|  | Explosief Nederland (Documentaire)            | 2024      | Danny Ghosen |                                |

## F
|  | Programma                                      | Lancering | Presentatie/Medewerkers/Acteurs                                                    | Opmerkingen                    |
|  | ---------------------------------------------- | --------- | ---------------------------------------------------------------------------------- | ------------------------------ |
|  | Famke & Denzel: Een Nieuw Begin (Documentaire) | 2021      | Famke Louise, Denzel Slager                                                        |                                |
|  | Famke - Next (Documentaire)                    | 2020      | Famke Louise                                                                       |                                |
|  | Famke Louise (Documentaire)                    | 2018      | Famke Louise                                                                       |                                |
|  | Fashion Girl (Documentaire)                    | 2020      | Famke Louise                                                                       |                                |
|  | FC Utrecht: No Guts No Glory (Documentaire)    | 2021      |                                                                                    | [ 47 ]                         |
|  | Five Live (Serie)                              | 2022      | Onder andere Linda de Mol, Waldemar Torenstra, Lies Visschedijk en Daan Schuurmans | Co-productie met Talpa Network |
|  | Follow de SOA (Serie)                          | 2021      | Onder andere Damaris de Jong, Tara Hetharia, Susan Visser en Jacob Derwig          | [ 48 ]                         |
|  | Força Koeman (Documentaire)                    | 2021      | Onder andere Ronald Koeman                                                         |                                |
|  | Frenna: Highest (Special)                      | 2022      | Frenna                                                                             |                                |

## G
|  | Programma                                                   | Lancering | Presentatie/Medewerkers/Acteurs | Opmerkingen                    |
|  | ----------------------------------------------------------- | --------- | --- | ------------------------------ |
|  | Geuze & Gorgels: Geen Controle                              | 2023      | Monica Geuze en Kaj Gorgels | [ 49 ]                         |
|  | Gestrand Op Honeymoon Island                                | 2024      | |                                |
|  | Gewoon Boef (Documentaire)                                  | 2020      | Boef |                                |
|  | Gigolo (Documentaire)                                       | 2022      | | [ 50 ]                         |
|  | Glory (Live sport)                                          | 2022      | Mark Schaaf Analisten: Remy Bonjasky, Lucia Rijker en Melvin Manhoef Verslaggever: JayJay Boske Commentatoren: Alex Lely en Remy Bonjasky | [ 51 ]                         |
|  | Glow Up: The Next Dutch Make-Up Star                        | 2021      | Nikkie de Jager |                                |
|  | Goedele on Top                                              | 2020      | Goedele Liekens |                                |
|  | Gooische Vrouwen (Serie)                                    | 2024      | Onder andere Linda de Mol, Tjitske Reidinga, Lies Visschedijk en Susan Visser                                                             | Co-productie met Talpa Network |
|  | Grand Prix Zandvoort (Documentaire)                         | 2021      | Jan Lammers |                                |
|  | Gratie: Het Ware Verhaal van Frank Masmeijer (Documentaire) | 2023      | Frank Masmeijer | [ 53 ]                         |
|  | Groots Met Een Zachte G (Live concert)                      | 2022      | Guus Meeuwis | [ 18 ]                         |

## H
|  | Programma                           | Lancering | Presentatie/Medewerkers/Acteurs | Opmerkingen     |
|  | ----------------------------------- | --------- | --- | --------------- |
|  | H3L (Serie)                         | 2019      | Onder andere Davey Driessen, Levy Jansen, Romy van de Put en Serah Meijboom                                                              |                 |
|  | H3lloween (Serie)                   | 2021      | Onder andere Mathil Weich, Kymora Sade, Jean Salazar Tavera en Daan Kruysifix                                                            |                 |
|  | Het Criminele Jaar                  | 2024      | John van den Heuvel | [ 54 ]          |
|  | Het Jachtseizoen Most Wanted        | 2024      | Giel de Winter, Thomas van der Vlugt en Stefan Jurriens                                                                                  |                 |
|  | Het Leven Als Liesje (Documentaire) | 2021      | Liesje Obispo |                 |
|  | Het Verboden Woord (Documentaire)   | 2021      | Caroline Tensen |                 |
|  | Hockeyvaders (Serie)                | 2023      | Onder andere Walid Benmbarek, Tijn Docter, Remko Vrijdag, Holly Mae Brood, Annet Malherbe, Maaike Martens en Sanne Wallis de Vries       | [ 55 ]          |
|  | Holland zingt Hazes (Live concert)  | 2023      | | [ 56 ]          |
|  | Holland's Next Top Model            | 2022      | Loiza Lamers (2022, 2024) Jury: Yolanda Hadid (2022, 2024), Philippe Vogelenzang (2022), Guillaume Philibert (2022) en Rodney Lam (2024) | Eerder op RTL 5 |
|  | House of Glory                      | 2023      | Badr Hari en Rico Verhoeven | [ 60 ]          |

## I
|  | Programma                            | Lancering | Presentatie/Medewerkers/Acteurs                                                                                         | Opmerkingen       |
|  | ------------------------------------ | --------- | --- | ----------------- |
|  | I Kissed a Girl                      | 2025      | Holly Mae Brood | [ 61 ]            |
|  | I Love You Tattoo                    | 2018      | Kaj Gorgels |                   |
|  | Ik Weet je Wachtwoord (Documentaire) | 2022      | Daniël Verlaan |                   |
|  | In Het Wild (Documentaire)           | 2023      | Luc Enting | [ 62 ]            |
|  | In Shape Met Gaby                    | 2021      | Gaby Blaaser |                   |
|  | Incognito (Serie)                    | 2023      | Onder andere Dragan Bakema, Melody Klaver, Juliette van Ardenne, Jaap Spijkers, Eelco Smits, Poal Cairo en Mike Libanon | [ 63 ]            |
|  | Indringer (Film)                     | 2022      | | Videoland Academy |

## J
|  | Programma                                 | Lancering | Presentatie/Medewerkers/Acteurs                                                                    | Opmerkingen |
|  | ----------------------------------------- | --------- | -------------------------------------------------------------------------------------------------- | ----------- |
|  | Jackson & Malone (Serie)                  | 2024      | |             |
|  | Jehovah - Van God Los (Documentaire)      | 2024      | Henk van der Aa                                                                                    |             |
|  | Jomanda: Het Echte Verhaal (Documentaire) | 2021      | Ewout Genemans                                                                                     |             |
|  | Judas (Serie)                             | 2019      | Onder andere Rifka Lodeizen, Gijs Naber, Marit van Bohemen, Kees Boot, Carry Tefsen en Bas Keijzer |             |
|  | Judas II: Dagboek van een Getuige (Serie) | 2022      | Onder andere Rifka Lodeizen, Gijs Naber, Marit van Bohemen, Melody Klaver en Mark Rietman          |             |

## K
|  | Programma                              | Lancering | Presentatie/Medewerkers/Acteurs                                                                                                | Opmerkingen |
|  | -------------------------------------- | --------- | --- | ----------- |
|  | Kane - A Story Recorded (Documentaire) | 2023      | Onder andere Dinand Woesthoff, Dennis van Leeuwen, Bridget Maasland, Eric Corton, Daphne Bunskoek, Rob Stenders en Giel Beelen | [ 64 ]      |
|  | Kees & Co (Serie)                      | 2019      | Onder andere Simone Kleinsma, Chantal Janzen, Tibor Lukács, Plien van Bennekom en Tina de Bruin                                |             |
|  | Kees vliegt echt uit (Documentaire)    | 2025      | Kees Momma |             |
|  | Kees vliegt uit (Documentaire)         | 2023      | Kees Momma |             |
|  | Kerst Met De Kuijpers (Serie)          | 2018      | Onder andere Henriëtte Tol, Jeroen Spitzenberger, Carly Wijs en Ronald Goedemondt                                              |             |

## L
|  | Programma                                         | Lancering | Presentatie/Medewerkers/Acteurs                           | Opmerkingen                    |
|  | ------------------------------------------------- | --------- | --------------------------------------------------------- | ------------------------------ |
|  | Laat Me Leven (Documentaire)                      | 2023      | Tino Martin                                               | [ 18 ]                         |
|  | Lachgaskoning Deniz: De Afterparty (Documentaire) | 2022      | Deniz Üresin                                              | [ 65 ]                         |
|  | Lang leve de liefde                               | 2024      |                                                           | Samenwerking met Talpa Network |
|  | Laurent, het Wonderkind (Documentaire)            | 2022      |                                                           |                                |
|  | Levenslang (Documentaire)                         | 2019      | Yiannis Zafiris en Jan Kloppenburg                        |                                |
|  | Like Me, I'm Famous!                              | 2021      |                                                           | [ 67 ]                         |
|  | Lieve Mama (Serie)                                | 2020      | Onder andere Rifka Lodeizen en Guy Clemens                |                                |
|  | Like Monica                                       | 2020      | Onder andere Monica Geuze                                 | [ 68 ] [ 69 ]                  |
|  | Love Island                                       | 2019      | Monica Geuze, Holly Mae Brood Voice-over: Sander Lantinga |                                |
|  | Love Island Nederland-België                      | 2023      | Holly Mae Brood, Viktor Verhulst                          | [ 70 ]                         |
|  | Love Island Valentine's Reunion                   | 2023      | Holly Mae Brood, Viktor Verhulst                          |                                |
|  | Love Island Xmas Reunion                          | 2021      | Holly Mae Brood                                           | [ 71 ]                         |

## M
|  | Programma                                           | Lancering | Presentatie/Medewerkers/Acteurs | Opmerkingen   |
|  | --------------------------------------------------- | --------- | --- | ------------- |
|  | Maarten en Gijs op Dinojacht                        | 2022      | Maarten van Rossem en Gijs Rademaker | [ 51 ]        |
|  | Married at First Sight: Match or Mistake            | 2022      | | [ 72 ] [ 73 ] |
|  | MARSOF: Special Forces van Nederland (Documentaire) | 2020      | |               |
|  | Martin H. (Documentaire)                            | 2022      | | [ 51 ]        |
|  | Matched by Mom                                      | 2022      | Edson da Graça |               |
|  | Máxima (Serie)                                      | 2024      | Onder andere Elsie de Brauw, Sebastian Koch, Delfina Chaves en Martijn Lakemeier (allen seizoen 1) en Steef de Bot, Abbey Hoes, Claire Bender en Bram Suijker (vanaf seizoen 2) | [ 74 ]        |
|  | Meer Soundos (Serie)                                | 2022      | Onder andere Soundos El Ahmadi, Imannuele Grives, Katja Schuurman, Rick Paul van Mulligen en Stefano Keizers                                                                    | [ 75 ]        |
|  | Meisje van Plezier (Serie)                          | 2017      | Onder andere Angela Schijf, Peter Paul Muller en Roeland Fernhout |               |
|  | Michella & Louisa werken mee                        | 2023      | Michella Kox en Louisa Janssen | [ 76 ]        |
|  | Michella rijdt door                                 | 2018      | Michella Kox en Patricia Nijman | [ 77 ]        |
|  | Mijn Vader de Hasjkoning (Documentaire)             | 2022      | Onder andere Will Falize | [ 51 ]        |
|  | Mocro Maffia (Serie)                                | 2018      | Onder andere Achmed Akkabi, Mandela Wee Wee, Nasrdin Dchar, Daan Schuurmans, Walid Benmbarek, Bilal Wahib en Oussama Ahammoud                                                   |               |
|  | Mocro Maffia: Komtgoed (Serie)                      | 2021      | Onder andere Marouane Meftah |               |
|  | Mocro Maffia: Meltem (Film)                         | 2021      | Onder andere Sinem Kavus |               |
|  | Mocro Maffia: Tatta (Film)                          | 2023      | Onder andere Robert de Hoog, Zineb Fallouk, Mads Wittermans, Khalid Alterch, Marieke Westenenk en Saïd Boumazoughe                                                              | [ 78 ]        |
|  | Mocro Maffia: Taxi (Film)                           | 2024      | Onder andere Nasrdin Dchar | [ 79 ]        |
|  | Moedermaffia (Serie)                                | 2022      | |               |
|  | Mooi Zoals Je Bent                                  | 2021      | Tabitha | [ 80 ]        |
|  | Moorddossier Holleeder (Documentaire)               | 2019      | John van den Heuvel |               |
|  | Motorbendes Onder Vuur (Documentaire)               | 2017      | John van den Heuvel |               |

## N
|  | Programma                                                                       | Lancering | Presentatie/Medewerkers/Acteurs                                                                                  | Opmerkingen |
|  | ------------------------------------------------------------------------------- | --------- | --- | ----------- |
|  | Narcostaat NL (Documentaire)                                                    | 2018      | John van den Heuvel                                                                                              |             |
|  | Narcostad (Serie)                                                               | 2025      | | [ 81 ]      |
|  | Nieuwe Buren (Serie)                                                            | 2014      | Onder andere Daan Schuurmans, Bracha van Doesburgh, Thijs Römer, Katja Schuurman, Stefan de Walle en Anneke Blok |             |
|  | Nieuwe Tijden (Serie)                                                           | 2016      | Onder andere Cecilia Adorée, Soy Kroon, Vajèn van den Bosch, Holly Mae Brood, Dorian Bindels en Tim Douwsma      | [ 82 ]      |
|  | NIKKI – Wanneer je ouders niet altijd goed voor je kunnen zorgen (Documentaire) | 2022      | |             |

## O
|  | Programma                                                       | Lancering | Presentatie/Medewerkers/Acteurs                                                        | Opmerkingen       |
|  | --------------------------------------------------------------- | --------- | -------------------------------------------------------------------------------------- | ----------------- |
|  | OnlyFans Uncovered (Documentaire)                               | 2021      |                                                                                        | [ 83 ] [ 84 ]     |
|  | Onopgelost (Serie)                                              | 2025      | Onder andere Georgina Verbaan, Marie-Mae van Zuilen, Maksim Stojanac en Thorn de Vries |                   |
|  | Op Hete Kolen: Het Leven volgens Emile Ratelband (Documentaire) | 2022      | Emile Ratelband                                                                        |                   |
|  | Op Tijd Terug (Film)                                            | 2022      |                                                                                        | Videoland Academy |

## P
|  | Programma                        | Lancering | Presentatie/Medewerkers/Acteurs | Opmerkingen        |
|  | -------------------------------- | --------- | --- | ------------------ |
|  | Papa is Verslaafd (Documentaire) | 2022      | Maarten Dammers | [ 85 ]             |
|  | Paradise Hotel                   | 2024      | Valerio Zeno | Eerder op Veronica |
|  | Patta for Life (Documentaire)    | 2022      | Edson Sabajo en Guillaume Schmidt |                    |
|  | PATTY (Serie)                    | 2024      | Onder andere Holly Mae Brood en Eva van de Wijdeven | [ 86 ]             |
|  | Payboys (Documentaire)           | 2022      | |                    |
|  | Power Couple                     | 2024      | Monica Geuze en Valerio Zeno |                    |
|  | Prince Charming                  | 2021      | Prince Charming: Marvin Wijnans, Chris Berendse, Diego González-Clark                                                                                                 |                    |
|  | Prins Bernhard (Documentaire)    | 2023      | Onder andere Maarten van Rossem, Gerard Aalders, Pieter Broertjes, Jan Tromp, Jutta Chorus, Jolande Withuis, Dik van der Meulen, Marc van der Linden en Dries van Agt | [ 87 ] [ 88 ]      |
|  | Proppers in Albu                 | 2025      | |                    |
|  | Proppers op Mallorca             | 2024      | |                    |

## R
|  | Programma                                | Lancering | Presentatie/Medewerkers/Acteurs     | Opmerkingen |
|  | ---------------------------------------- | --------- | ----------------------------------- | ----------- |
|  | Random Shit (Serie)                      | 2019      |                                     |             |
|  | Ranking The Stars: Kerstspecial          | 2021      | Eddy Zoëy                           | [ 89 ]      |
|  | Ranking The Stars: Valentine             | 2022      | Eddy Zoëy                           | [ 90 ]      |
|  | Rasti Rostelli (Documentaire)            | 2022      | Onder andere Roland van den Berg    |             |
|  | Remco vs. Pharma (Documentaire)          | 2022      |                                     | [ 91 ]      |
|  | Robinson Confessions                     | 2019      | Kaj Gorgels, Fatima Moreira de Melo |             |
|  | Ronnie: De Familie Flex                  | 2022      | Ronnie Flex                         |             |
|  | Ronnie: Voor Altijd Samen (Documentaire) | 2021      | Ronnie Flex                         |             |
|  | RTL GP: Dakar (Live sport)               | 2024      |                                     | [ 92 ]      |
|  | RUTTE (Documentaire)                     | 2024      | Onder andere Mark Rutte             | [ 93 ]      |

## S
|  | Programma                                           | Lancering | Presentatie/Medewerkers/Acteurs | Opmerkingen |
|  | --------------------------------------------------- | --------- | --- | ----------- |
|  | Safe Harbor (Serie)                                 | 2025      | Onder andere Alfie Allen, Martijn Lakemeier, Charlie Murphy, Jack Gleeson, Gaite Jansen, Colm Meaney, Monic Hendrickx, Charlie Chan Dagelet, Jim Deddes en Shahine El-Hamus | [ 94 ]      |
|  | Schiphol Airport                                    | 2024      | |             |
|  | Shaolin Heros                                       | 2025      | | [ 95 ]      |
|  | Shirtje Ruilen: De EK Verhalen                      | 2021      | Frank Evenblij | [ 96 ]      |
|  | Shocktherapie bij Schizofrenie (Documentaire)       | 2022      | Jessica Villerius | [ 97 ]      |
|  | Sleepers (Serie)                                    | 2022      | Onder andere Robert de Hoog, Teun Kuilboer, Julmar Simons en Maryam Hassouni                                                                                                |             |
|  | Snelle Jongens: Shortcut naar Succes (Documentaire) | 2022      | Boyd Hoek, Joshua Kaats, Ilias Rahimi en Marius Ploeger | [ 98 ]      |
|  | Special Forces VIPS                                 | 2021      | Erik Wegewijs, Bas Kremer, Mitchell Ossenbaar, Nikki Koppedraaijer |             |
|  | Sphinx (Serie)                                      | 2024      | Onder andere Andrea Vass, Rifka Lodeizen, Marcel Hensema en Sil van der Zwan                                                                                                | [ 99 ]      |
|  | Suspects (Serie)                                    | 2017      | Onder andere Jeroen Spitzenberger, Carly Wijs en Britte Lagcher |             |

## T
|  | Programma                                     | Lancering | Presentatie/Medewerkers/Acteurs | Opmerkingen     |
|  | --------------------------------------------- | --------- | --- | --------------- |
|  | TAFKAL                                        | 2022      | Patrick Lodiers, Tijl Beckand, Jeroen van Koningsbrugge, Ruben van der Meer en Ruben Nicolai                                                                   |                 |
|  | Take Me Out: Mother Knows Best                | 2021      | Rick Brandsteder | [ 100 ]         |
|  | Tamara’s en Maria’s Therapy Trip              | 2024      | Tamara Elbaz en Maria Tailor |                 |
|  | Temptation Gossip                             | 2018      | Olcay Gulsen, Fatima Moreira de Melo, Ferry Doedens |                 |
|  | Temptation Island: Love or Leave              | 2020      | Kaj Gorgels, Monica Geuze, Viktor Verhulst |                 |
|  | Temptation Island VIPS                        | 2018      | Kaj Gorgels, Yolanthe Cabau |                 |
|  | Temptation Talk                               | 2018      | Rick Brandsteder |                 |
|  | The Life Trail                                | 2023      | Erik Wegewijs | [ 101 ]         |
|  | The Masked Singer: After the Mask             | 2021      | Rick Brandsteder |                 |
|  | The Next E-Talent: Team Gullit                | 2021      | Koen Weijland en Ruud Gullit |                 |
|  | The Real Housewives of Amsterdam              | 2022      | Angela van den Brink, Cherry-Ann Person, Deborah Luijendijk, Djamila Celina, Hella Huizinga, Kimmylien Nguyen, Maria Tailor, Sheila Bergeik, Susanna Klibansky | [ 102 ] [ 103 ] |
|  | The Real Housewives van het Zuiden            | 2025      | Chayenne Muller, Annu Bachu, Petrouschka Dahmen, Ramona Poels, Lizbeth van den Boogaart, Estelle Hanneman, Brigitte Schepers en Marjan Strijbosch              |                 |
|  | The TMF Story (Documentaire)                  | 2025      | Onder andere Daphne Bunskoek, Sylvana Simons, Lex Harding, Nikkie Plessen, Bridget Maasland, Ruud de Wild, Jeroen Nieuwenhuize, Sylvie Meis en Erik de Zwart   |                 |
|  | Tonnano (Serie)                               | 2025      | Onder andere Khalid Alterch | [ 104 ]         |
|  | Tijd is Geld (Documentaire)                   | 2021      | Jasper Lijfering | [ 105 ]         |
|  | Tussen de Lakens met Geraldine (Documentaire) | 2022      | Geraldine Kemper |                 |

## U
|  | Programma                                        | Lancering | Presentatie/Medewerkers/Acteurs | Opmerkingen |
|  | ------------------------------------------------ | --------- | --- | ----------- |
|  | UCI Champions League Baanwielrennen (Live sport) | 2022      | | [ 51 ]      |
|  | UEFA Champions League (Live sport)               | 2021      | Presentatoren/Verslaggevers: Marcel Maijer, Humberto Tan en Simon Zijlemans Analisten: Jan Boskamp, Giovanni van Bronckhorst, Theo Janssen, Dirk Kuijt, Hedwiges Maduro, Wesley Sneijder en Ron Vlaar Commentatoren: Teun de Boer, Leo Driessen en Vincent Schildkamp |             |
|  | Upside Down                                      | 2024      | Edson da Graça | [ 106 ]     |

## V
|  | Programma                      | Lancering | Presentatie/Medewerkers/Acteurs | Opmerkingen       |
|  | ------------------------------ | --------- | --- | ----------------- |
|  | V House: Inside the Mansion    | 2021      | | [ 107 ]           |
|  | Vaders & Moeders (Serie)       | 2017      | Onder andere Anne-Marie Jung, Cas Jansen, Edwin Jonker en Korneel Evers |                   |
|  | Vaders & Zonen (Serie)         | 2022      | Onder andere Fedja van Huêt, Guido Pollemans, Kees Hulst en Sanne Samina Hanssen                                                                                                   | [ 108 ]           |
|  | Verdwenen Dagen (Film)         | 2022      | | Videoland Academy |
|  | Verslaafd!                     | 2023      | Ewout Genemans Met medewerking van Maarten Dammers | Eerder op RTL 4   |
|  | Viewing Party: De Bachelor     | 2021      | Bella Hay | [ 110 ]           |
|  | Viewing Party: De Verraders    | 2021      | Holly Mae Brood |                   |
|  | Viewing Party: Prince Charming | 2021      | Robbert Rodenburg |                   |
|  | Villa Oranje                   | 2021      | Frank Evenblij Seizoen 1: Wesley Sneijder, Mark van Bommel, John Heitinga en Dirk Kuijt (WK 2010) Seizoen 2: Ronald Koeman, Wim Kieft, Hans van Breukelen en Jan Wouters (EK 1988) | [ 111 ]           |

## W
|  | Programma                    | Lancering | Presentatie/Medewerkers/Acteurs                                                                            | Opmerkingen       |
|  | ---------------------------- | --------- | --- | ----------------- |
|  | Wakker Worden (Serie)        | 2018      | Onder andere Tina de Bruin, Marjolein Keuning en Tjebbo Gerritsma                                          |                   |
|  | Wapenhandel                  | 2022      | John van den Heuvel                                                                                        |                   |
|  | Weemoedt (Serie)             | 2016      | Onder andere Thijs Römer, Eva Duijvestein, Laura de Boer, Frédérique Spigt, Achmed Akkabi en Frederik Brom |                   |
|  | Wij Zijn Beesten (Film)      | 2023      | Onder andere Thorn de Vries, Monk Dagelet, Jef Hellemans en Emmanuel Ohene Boafo                           | Videoland Academy |
|  | Woensel West (Serie)         | 2021      | Onder andere Fresku, Theo Maassen, Mike Weerts, Imanuelle Grives en Huub Smit                              | [ 113 ]           |
|  | Woezel en Pip: Vriendjesclub | 2021      | | [ 114 ]           |

## Z
|  | Programma                                      | Lancering | Presentatie/Medewerkers/Acteurs | Opmerkingen     |
|  | ---------------------------------------------- | --------- | --- | --------------- |
|  | Ze Weten Alles Van Je (Serie)                  | 2022      | Charlie Chan Dagelet, Jim Deddes, Monic Hendrickx, Birgit Welink                                                                                          |                 |
|  | Zitten en Zwijgen (Documentaire)               | 2023      | Jessica Villerius | [ 115 ]         |
|  | ZOOP: De Reünie (Special)                      | 2023      | Juliette van Ardenne, Vivienne van den Assem, Erwan van Buuren, Nicolette van Dam, Ewout Genemans, Jon Karthaus, Patrick Martens en Monique van der Werff | [ 116 ] [ 117 ] |
|  | Zwarte Cross: Vaak Bu-J Te Bang (Documentaire) | 2022      | |                 |
|  | Zwarte Tulp (Serie)                            | 2015      | Onder andere Huub Stapel, Linda van Dyck, Anna Drijver, Roeland Fernhout, Marcel Musters, Renée Fokker en Abbey Hoes                                      |                 |

Huidige diensten: Apple TV+ (series · films) · Netflix (series · films) · NPO Plus · Viaplay · Videoland